# 舒嘉特級車輛運輸艦
舒嘉特級車輛運輸艦是一款服役於美國軍事海運司令部的車輛運輸艦，主要任務為預先部署戰爭所需的軍用載具。其命名源自於在摩加迪休之戰中犧牲並獲得榮譽勳章的三角洲部隊成員蘭迪‧舒嘉特三等士官長。
首艦與二號艦最初於1980年在丹麥歐登西鋼鐵船廠建成，並供快桅集團使用 。舒嘉特號與矢野號於1987年進行首次延長，隨後在1990年代初期由現代集團進行再次延長。1996年5月7日，兩艘艦艇正式移交給美國海軍軍事海運司令部，並在國家鋼鐵造船公司接受軍事化及現代化改裝。
三號艦雖同樣由歐登西鋼鐵船廠，並供快桅使用，但其稍晚一年才於美軍正式服役。

## 同級艦
| 艦名                          | 舷號      | 造船廠         | 下水       | 服役（商用） | 服役（軍用） | 退役               | 現況                                     |
| ----------------------------- | --------- | -------------- | ---------- | ------------ | ------------ | ------------------ | ---------------------------------------- |
| 舒嘉特號                      | T-AKR-295 | 歐登西鋼鐵船廠 | 1980-07-08 | 1980         | 1997-02-08   | 2023-03-21（除籍） | 已除籍，封存於德克薩斯州博蒙特的後備艦隊 |
| 矢野號                        | T-AKR-297 | 歐登西鋼鐵船廠 | 1980-09-19 | 1980-12-17   | 1997-02-08   | 2023-03-21（除籍） | 已除籍                                   |
| 槍砲士官長佛瑞德·W·斯托克漢號 | T-AK-3017 | 歐登西鋼鐵船廠 | 1981-03-20 | 不詳         | 1997-11-11   | 尚未               | 服役中                                   |

## 補充
1. ↑  致敬因在摩加迪休之戰中犧牲並獲得榮譽勳章的三角洲部隊成員蘭迪‧舒嘉特（英语：Randy Shughart）三等士官長
2. ↑  都在國家鋼鐵造船公司進行軍事化改裝
3. ↑  致敬因在韓戰中犧牲並獲得榮譽勳章的士官長矢野 孝
4. ↑  致敬因在第一次世界大戰貝洛森林戰役中犧牲並獲得榮譽勳章的四等士官長（槍砲士官長）佛瑞德·W·斯托克漢（英语：Fred W. Stockham）
5. ↑  原艦名為索德曼號，為致敬在突出部之役中因貢獻突出而獲得榮譽勳章的上等兵威廉·A·索德曼（英语：William A. Soderman），然而於2001年改名。索德曼則成為沃森級車輛運輸艦的8號艦
6. ↑  原為T-AKR-299